# タイムカプセル

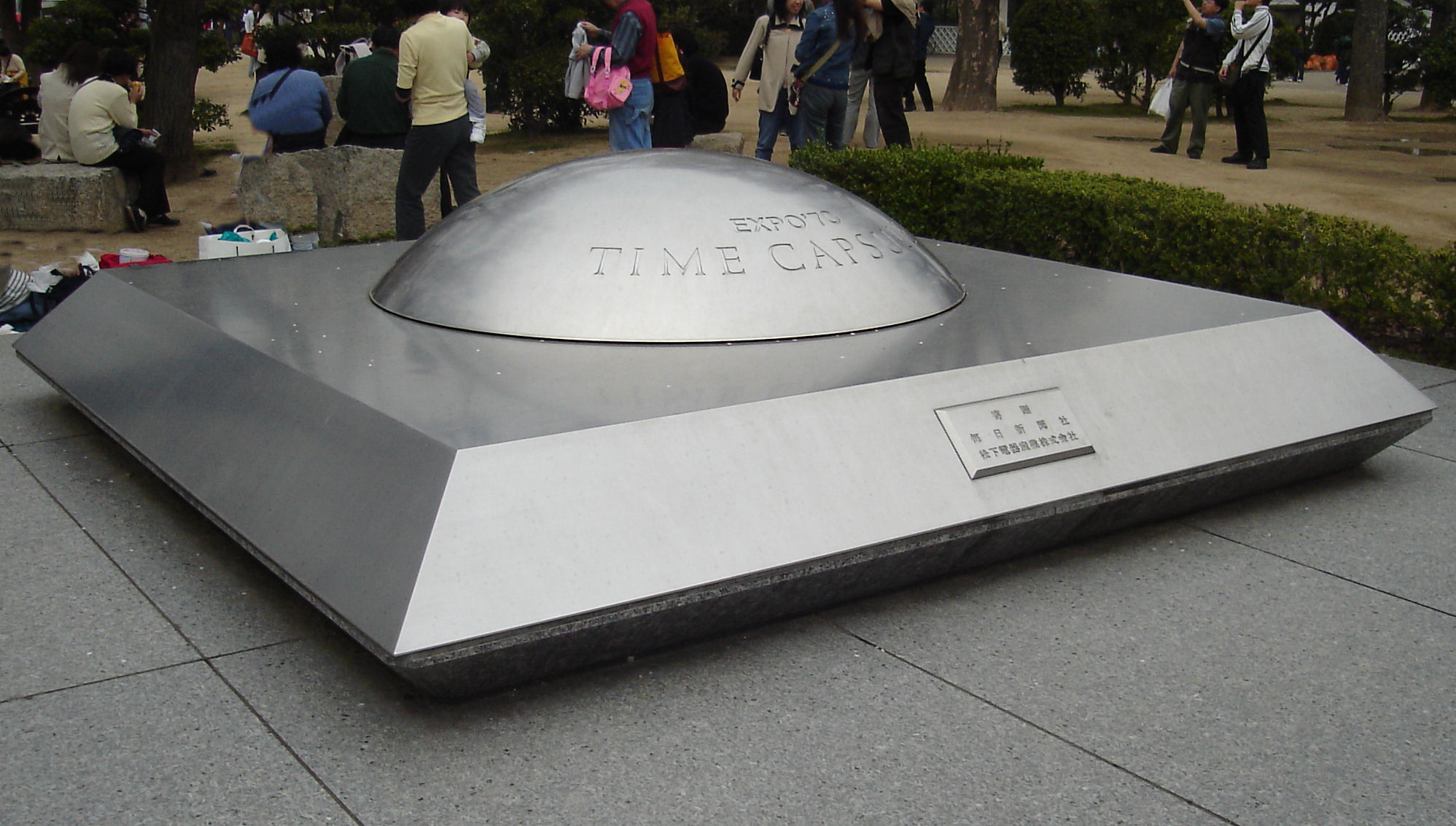
パナソニックと毎日新聞が大阪万博を記念して大阪城公園に埋設した「タイム・カプセル EXPO'70」のモニュメント。現物はこの地下にある

タイムカプセル（英: time capsule）とは、カプセル状の容器にその時代のものを入れて地中に埋め（そうしないものもある）、ある年月が経った後に開けるものである。
日本で知られるものとしては、1970年の日本万国博覧会（大阪万博）の際に松下電器（現・パナソニック）と毎日新聞により企画・製作され、翌1971年に大阪城公園に埋設された「タイム・カプセル EXPO'70」があるが（6970年開封予定）、学校においての卒業記念や、会社の創業○周年記念、建物竣工記念などでつくられることがある。

## タイムカプセル登場前史
「タイムカプセル」という用語の登場は、後述のようにニューヨーク万国博覧会とされるが、貴重品を後世のために隠しておくというアイデアは、遠くメソポタミア文明にまで遡り、メソポタミアの都市遺跡の城壁の中に隠されていた小部屋の中から5,000年前の箱が発見されているなど、神殿や城塞の建設時に記念物を埋めることが行われてきた。現存する人類最古の文学であるギルガメシュ叙事詩の冒頭は、ウルクの城壁の礎石の中にある銅の箱の見つけ方から始まる。この箱にラピスラズリの銘板に書かれたギルガメシュの物語が保管されており、ここから彼の物語が語られる。
また末法思想の影響を受けた日本では、経典を後世に残すために陶・石・金属などで作られた容器（経筒）に納め、さらにそれを石・陶製の外容器に入れて、除湿剤（木炭）ともに埋納する経塚が多数作られた。最古の経塚とされる金峰山経塚では、1007年（寛弘4年）在銘の経筒が出土している。
現代につながるタイムカプセルの発想自体は、1876年のフィラデルフィア万国博覧会で既に現れており、「センチュリー・セーフ（世紀の金庫）」と名付けられたタイムカプセルが100年後に開かれる予定で用意された。
1936年、ジョージア州アトランタのオグレソープ大学（Oglethorpe University）は「文明の地下聖堂（Crypt of Civilization）」と呼ばれる小さな地下室を学内ホールの地下に作り、様々な書籍を撮影したマイクロフィルムや映像テープ、音声テープなどを収納してステンレス鋼のドアで密封し、8113年に開けることにしている。これは「タイムカプセル」という言葉のできる前の物だが、現代の意味のタイムカプセルの最初のものとみなされている。

## ニューヨーク博覧会のタイムカプセル

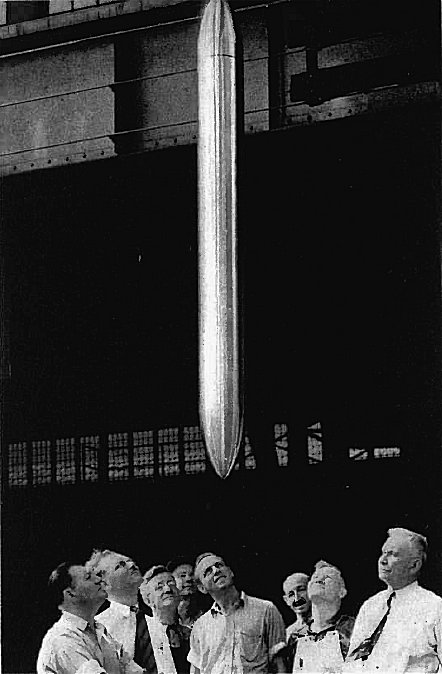
ウェスティングハウスが1939年ニューヨーク博のために製造したタイムカプセル

現在のタイムカプセルという言葉の直接の起源は1937年になる。1939年ニューヨーク博覧会の準備中、文明が崩壊しているかもしれない5,000年後（＝6939年）のための「時限爆弾（タイムボム）」を埋めることが提案された。このアイデアは採用され、より穏当な「タイムカプセル」という言葉が使われるようになった。
この「タイムカプセル」という語を考えたのは、同博覧会の広報担当であった広報専門家でSF作家のジョージ・エドワード・ペンドレー（George Edward Pendray）だったとされる。
1939年、ニューヨーク博覧会においてウェスティングハウス社の展示の一部として、魚雷型の長さ7フィート6インチ、直径8インチ、重さ800ポンド（363キログラム）、内径6.5インチ（16.5センチメートル）のタイムカプセルが製作された。7つの鋳鉄の円筒がアスファルトで結合されたもの。内側は耐熱ガラスが張ってあり、真空にされたうえで、窒素が充満された。
ウェスティングハウス社の作った銅99.4%、クロム0.5%、銀0.1%の合金である cupaloy と称する合金でできたカプセルは鉄より硬いと宣伝され、糸巻、人形、本、主な穀物の種を入れた小瓶、顕微鏡、RKO映画の15分間のニュース映像、シアーズ・ローバック社の通信販売カタログや約14000語をふくむ辞書や年鑑を撮影したマイクロフィルムなど日用雑貨や当時の記録が収められ、フラッシング・メドウズ公園の会場内の地下 50フィート（15メートル）に1939年9月23日 A.W.Robertson によって埋められた。
中に容れる物としては他に、万年筆、製図用鉛筆、懐中時計、電球、煙草入れ、パイプ、巻き煙草、化粧品、婦人帽、眼鏡、歯ブラシ、歯磨剤、小型写真機、剃刀、缶切り、数種類の貨幣、重要金属と合金、毛、木綿、絹、リンネル、レーヨン、グラスファイバー、ゴムファイバー、アスベストクロース等の繊維類、ポートランドセメント、天然ゴム、人造ゴム、人造樹脂、5000年後に欠乏しているであろう石炭、普通の書籍約70冊分23000ページの書籍の極小フィルム、聖書1冊、このカプセルがいかにして成り立ったかその発見方法・英語発音に関する注意・将来人に渡されるべきメッセージを含む『The Book of record of the Time Capusule of capaloy』という書籍1冊、計2冊の実物大の書物がある。
1965年、同じ場所で開催された1964-65年ニューヨーク博覧会では、2個目のカプセルが10フィート隣の同じ深さに埋められた。二つのカプセルは同じ6939年に開封される予定になっている。なお、次述の大阪万博のタイム・カプセルはニューヨーク万博のタイムカプセルの影響もあって実施された。

## タイム・カプセル EXPO'70
1970年、千里丘陵を舞台に行われた日本万国博覧会において、松下電器産業株式会社などが運営する「松下館」で、原始時代から1970年当時の文化と人類の叡智などを後世に伝えることを目的として、毎日新聞大阪本社との共催で、同じ内容の「タイム・カプセル EXPO'70」を2台設置した。このカプセルには延べにして2,098点が収納されており、万博翌年の1971年に大阪城公園本丸跡・地下15メートルに埋設した。
カプセルのうち、1号機は最下部に5000年埋設し、6970年に開封する予定。2号機はその上に、まず2000年に第1回の開封を行い、収納品点検の後再埋設し、以後100年ごとに6970年まで都合50回にわたってこれを繰り返す。本体は坪型の直径1メートル、50万立方センチメートル、重量1.74トン（収納品を入れると2.12トン）で、自然科学分野742点、社会分野686点、芸術分野592点、その他78点を収納。この中には当時の新聞・雑誌・写真などの印刷物、レコード・カセットテープ、計器類などを収納しており、収納基準として
1. 市場で用意できる平均的なもの
2. 特殊なもの以外は購入
3. 同種のものは市場に最も多く出ている銘柄
4. 同じものを4つ収集

を条件として選定した。

## さまざまなタイムカプセル
以後、地中に埋められたタイムカプセルは枚挙に暇がないが、宇宙に放たれた（広い意味での）「タイムカプセル」もある。パイオニア10号・11号に取り付けられた金属板、およびボイジャー計画にともなう金のレコードは遠い未来に地球外知的生命体に発見させ、内容が解読されることを期待して設置された。
打ち上げが予定されているKEO衛星は未来人に宛てた人々のメッセージが集められたDVDおよびDVDプレーヤーの組み立て方説明書を収容したもので、フランスの芸術家・科学者であるジャン＝マルク・フィリップが発案し、ユネスコ・ハチソン・ワンポア・欧州宇宙機関により後援されており、50,000年後に地球に戻る予定だが技術面などの問題から度々延期されながら未だ打ち上げされず、現時点では中止などの発表がない。
現代では、企業が自社ビルを建築する際に、礎石として箱型の「定礎箱」を埋め込み、建物の図面・定礎式当日の新聞・出資者名簿・従業員名簿などの記念品を収めることもある。
星新一のSF小説の『おみやげ』では、人類が登場する以前の時代に地球に降り立った宇宙人が、後に誕生する人類の繁栄を助けるのに必要な様々な知識のつまった物を銀色の卵に入れて地球を去った。その後、人類が誕生して文明が起こることにより、今日にいたる繁栄を築いたが、卵自体は存在が知られないまま核実験が行われたことにより全てが焼失した。

## 学校でタイムカプセルを埋める慣習について

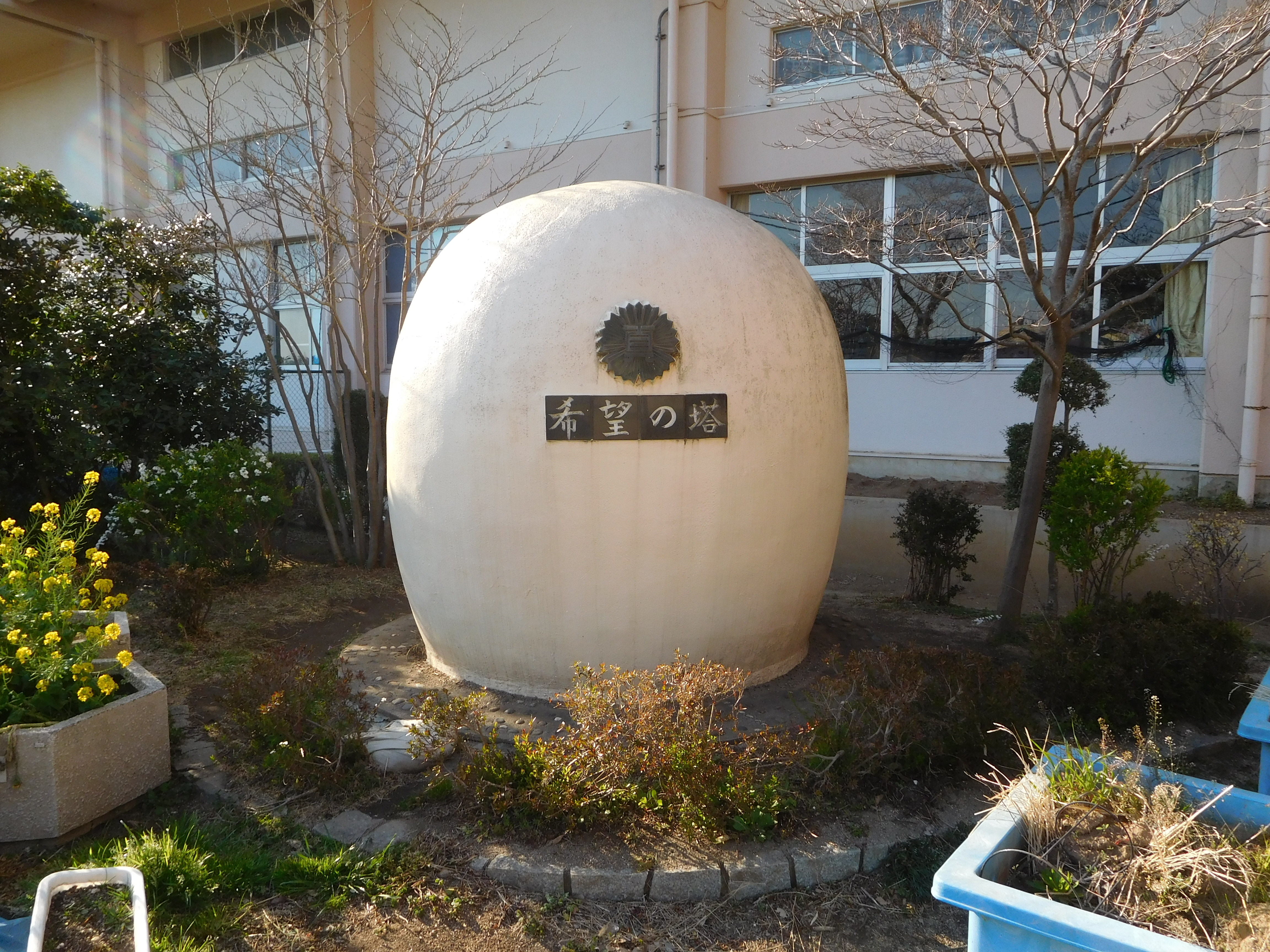
土浦市立真鍋小学校のタイムカプセル「希望の塔」

日本では記念事があるたびにタイムカプセルを埋める慣習が既に根付いている（人為的なタイムカプセル）。特にその慣習の影響を色濃く映しているのは学校など教育機関である。しかし、これらは自発的に起こったものではなく、学校でタイムカプセルを埋める慣習が出てきたのは前記した大阪万博のタイム・カプセルを日本中の学校や自治体が模倣し始めたことで、この慣習は始まったのである。そのため「タイム・カプセル EXPO'70」が大阪城前広場の地下に埋設されたことを受けて日本人に「タイムカプセル＝地中埋設」のイメージが広まり、タイムカプセルを地中に埋めるのが一般的になってきたのである。
しかし、ただ模倣するのではなく、時代背景（少子高齢化など）や用途に合わせ、その慣習は埋設の方法、年数の設定、開封のタイミングなど形式的な側面は時代ごとに変化してきた。この時代ごとに変化するという特性が、タイムカプセルを埋める慣習が現在まで残ってきた一つの要因である。
また、学校など教育機関に限定されるが、学校でタイムカプセルを埋める慣習は惰性によって続いているものであると考えられる。それは下記の問題点を受け、埋設されたものの、開封されないタイムカプセルが目立ってきているためである。

## タイムカプセルの問題点

### 内容物の保存状態
内容物の保存状態にまつわる問題は少なくない。しかし、これらの多くは開封時まで気付かれないことも多い。
タイムカプセルを未来の所定の期日まで開封することなく確実に破損の無いそのままの状態で保管しようと本格的に保存処理をするならば、実際には温度や湿度を管理・検査するための様々な設備や、これら設備を稼働させる電力が必要である。埋設後も相応の維持費用や専門的な技術者による定期的なメンテナンスが必要になり、それを誰が負担しまた開封まで負担し続けることを確実に保証できるのかという問題も生じてくる。実際、封緘して埋設後は数十年間放置されただけで、管理と一口に言っても実際には公園や庭園などの片隅で簡素な目印程度のものが置かれただけという経緯を辿ったタイムカプセルでは、少なからぬケースで開封後の確認時に地下水や地面に浸透した雨水の侵入、タイムカプセル設計時の熱容量への配慮不足による排熱の失敗などが要因となって内容品の破損・汚損が発覚している。
例えば米国・オクラホマ州タルサ市で将来的なオクラホマ州合衆国加入100周年記念行事の一環として、加入50年目の1957年に設置された「核攻撃にも耐える」堅牢な地下室構造のタイムカプセルが建設され、当時の人気自動車プリムス・ベルベディアの他、これの燃料として50年後の石油資源の枯渇やガソリン車の衰退の可能性も考慮しガソリンの缶詰、更には「女性のカバンの中身」という趣向から化粧品、そしてビールなども納められ、華々しい式典が行われる中、埋設された。これは50年後の2007年、同州の合衆国加入100周年記念式典にあわせて開封されるものとされ、当時募集された「2007年のタルサ市の人口を当てるクイズ」の最近似値の回答者本人ないし子孫などの血縁者に開封時に贈られるという企画になっていたが、いざ実際に2007年に地下室から取り出された自動車は原型こそ保たれていたが往時の見る影もなく鉄屑も同然に赤錆びており、タイヤの空気が完全に抜け、動作するとは到底考えられない朽ち果てた状態に劣化しており、修復が試みられたが断念される有様であった。これは地下室に人間などが入れない様に封印はされていたが気密性が低く、長い年月の間に徐々に地下水が地下室に染み込んでゆき、これが原因で腐食してしまったものであった。
開封後に、紙や各種金属製品にまつわる酸化による劣化に伴う状態不良が判明することも多く、究極的には地球上にごくありふれた酸素でさえ、長期保存を行うタイムカプセルの内容物にとっては重大な脅威である。
収蔵品の中には、埋設当時アスベスト等の化学物質を原料としたものもあり、保存途中で生体への有害が指摘され生産が禁止されたものも含まれている。

### 機械類にまつわる問題
マイクロフィルム、磁気テープ、DVD、ブルーレイなど記録する媒体自体が時間と共に劣化し再生できなくなることと、これらの媒体内にあるデータを読み取る機器や規格が廃れる可能性などの問題、記録した言語が滅びてしまう問題、数千年先の未来まで一度も開けないと途中の世代がその中身の読み方を忘れてしまい、価値も分からなくなり結局無価値になるという問題・批判も指摘されている。

### 管理
タイムカプセルの管理にまつわる問題もある。上述した様に、本格的に管理をするとなにかにつけて費用が発生するし、実質的に放置状態の場合にはいざ掘り返して開封という段になって問題が発覚することも少なくない。
十数年程度での開封を予定しているものですら、適切な管理がされていなかった場合、埋設地の目印の腐朽や紛失、周辺の建築物や構造物の改築などにより埋めた場所が特定できなくなるケースは少なくない。当時は植込みなどの一角に埋設されたカプセルの存在が忘れられて、後年にその場所が駐車場や道路として舗装されてしまったり、直上に建物などの構造物が建てられてしまったケースもある。
特に、教育機関や公共施設、企業では、人事異動や退職の際にタイムカプセルの件について引き継ぎがされず、やがて埋設の当時を知る職員がいなくなり、目印が撤去されたり施設が改築されるなどした結果、埋めた場所が判然としなくなり、いざ開封という段になってから行方不明になっていることが判明し、金属探知機や埋設物調査の会社を投入して探索が行われるということや、当時の曖昧な記憶だけを頼りにあちこちを掘り返して無駄な労力や費用を使うというケースも少なくない。
少子化に伴う学校統廃合などにより施設が廃止され、その跡地が企業に売却されたり住宅用地として分譲されるケースもあり、この場合、タイムカプセルの扱いが問題となる、あるいはその時点では存在が忘れ去られており後年になってから騒動となるケースもある。
建物を造る際にたまたま発見されたこともあり、誰が埋めたかなどが特定しにくいこともある。
過疎地域である場合、埋めたものの廃校や高齢化、さらなる過疎化の進行などの影響で地域のコミュニティ自体が事実上崩壊し、施設の管理者のみならず埋めた当事者自体もいなくなってしまうという形で、そのまま忘れ去られてしまう可能性もあり、実際に千葉県や大阪府では「引継ぎされなかった」、「忘れた」で紛失が発覚し、京都府京都市では「誤って廃棄」もされたことがある。

### 盗掘リスク
イベントなどで埋設されるタイムカプセルの多くは耐久性とセレモニーで用いられるデザイン性の両立が考慮され、埋設管も含めて変質しにくい材料で堅牢な構造で、なおかつ上述の様に内容物の破損を防ぐため気密が長期間維持される様にしなければならない。カプセル本体についてはちょっとした大きさがあるものだとの材料としてだけでも数十キログラムからそれ以上の重量となり、素材としてアルミ・ステンレスなどの金属が用いられることも多い。また、熱容量などの関係からも安易に軽量化はできず見た目のサイズの割には重い物になりがちで、大型イベントにまつわるものでは数トン規模の重量になることもある。カプセル本体を保護する埋設管がある場合も同様の金属類が使われることが多い。
このため、金属価格が著しく高騰すれば、タイムカプセルの中身ではなく、タイムカプセルや埋設管の素材として用いられている金属類をスクラップにしての転売を狙った盗掘などのリスクも、管理者は考えなければならなくなる。

### タイムカプセルそのものに対する批判
タイムカプセルには未来の人類に対するメッセージとしての夢もある一方、批判も少なからず存在している。
歴史学者ウィリアム・ジャーヴィス（William Jarvis）は「こうして意図的に作られたタイムカプセルは役立つ歴史的資料を残さない」と述べている。これに対し、突然の火山噴火によって埋もれたポンペイ遺跡のような「意図せざるタイムカプセル」は、暮らしぶりを描いた壁画や家々の壁に書かれた選挙の候補者を宣伝する落書き、家財道具、いろりに放置された食べ物、灰に埋まった人の跡にできた空洞など、古代ローマの日常生活について知る手がかりが豊富に残されている。歴史家の中には、作った人の日常生活が分かるもの、たとえば日記帳、スナップ写真、書類などを入れればタイムカプセルの歴史的価値が上がるだろうと示唆している者もいる。